# The Snapper
The Snapper is een Iers-Britse film van Stephen Frears die werd uitgebracht in 1993. 
Het scenario van Roddy Doyle is gebaseerd op zijn gelijknamige roman uit 1990 die het centraal luik vormt van zijn The Barrytown Trilogy. De twee andere delen werden verfilmd als The Commitments (Alan Parker, 1991) en The Van (Stephen Frears, 1996). 

## Verhaal
Het verhaal speelt zich af aan het begin van de jaren negentig in een arbeiderswijk van Dublin. Sharon Curley is een twintigjarige kassierster in een supermarkt. Ze woont nog bij haar ouders met wie zij en haar broers en zusjes een grote hechte familie vormen. 
Wanneer ze aankondigt dat ze zwanger is maakt haar vader Dessie daar geen drama van. Sharon weigert echter de identiteit van de vader te onthullen. Ze wil alleen kwijt dat het gaat om een Spaanse zeeman die op doortocht was. De onzekerheid omtrent de dader geeft aanleiding tot geroddel in de plaatselijke pub. Het zou gaan om een buurman van middelbare leeftijd wiens dochter een goede vriendin is van Sharon. De spanningen in de familie lopen op.  

## Rolverdeling
| Acteur          | Personage                            |
| --------------- | ------------------------------------ |
| Colm Meaney     | Dessie Curley                        |
| Tina Kellegher  | Sharon Curley, zijn zwangere dochter |
| Ruth McCabe     | Kay Curley                           |
| Brendan Gleeson | Lester, de buurman                   |
| Karen Woodley   | Yvonne Burgess                       |
| Dierdre O'Brien | Mary                                 |